# Marie-Laure de Lorenzi
Pour les articles homonymes, voir Lorenzi.
Marie-Laure de Lorenzi, née le 21 janvier 1961 à Biarritz, est une golfeuse française.

## Biographie

### Formation
Marie-Laure de Lorenzi est l'élève  de Pierre Hirigoyen à Biarritz.

### Carrière sportive
Marie-Laure de Lorenzi possède un des plus grands palmarès du golf français. Après de nombreux titres sur le circuit amateur, elle passe professionnelle sur le circuit européen féminin (Ladies European Tour) où elle remportera 23 victoires, terminant à deux occasions premières à l'ordre du mérite en 1988 et 1989.
En 1990, elle participe à la première édition de la Solheim Cup, compétition où elle défend à deux autres occasions, en 1996 et 1998, les couleurs européennes. En 2007, elle est vice-capitaine aux côtés de la capitaine Helen Alfredsson.
C'est lors de l'édition 2004 de l'Evian Masters qu'elle se retire du circuit, après avoir provoqué de nombreuses vocations en France et être à l'origine de l'émergence de nombreuses françaises sur le circuit européen.

## Palmarès

### Solheim Cup
- représente 3 fois l'Europe en Solheim Cup 1990, Solheim Cup 1996, Solheim Cup 1998
- nommée vice-capitaine de l'édition 2007

### Circuit européen
- 23 titres
- N°1 circuit Européen en 1988 et 1989

### Autres
- 3 fois championne de France (1988, 1993, 1995)[3],[4]
- Internationaux de France amateurs en 1980 et 1982
- Internationaux d'Espagne amateurs en 1978, 1980 et 1983
- Internationaux d'Afrique du Sud en amateurs 1981
- Hennessy cup[5]